# Retusanus luteus
Retusanus luteus är en insektsart som beskrevs av Delong 1945. Retusanus luteus ingår i släktet Retusanus och familjen dvärgstritar. Inga underarter finns listade i Catalogue of Life.